# ساویر مالیس
 ساویر مالیس (انگلیسی: Xavier Malisse؛ زاده ۱۹ ژوئیهٔ ۱۹۸۰) یک تنیس‌باز اهل بلژیک است.